# هجليج أجرد
هجليج أجرد (الاسم العلمي:Balanites glabra) هي نوع من النباتات يتبع جنس الهجليج من الفصيلة الرطريطية.